# Paul Polansky
Paul Polansky (Mason City, 17 febbraio 1942 – 26 marzo 2021) è stato un poeta, attivista, scrittore e fotografo statunitense, vincitore nel 2004 del Human Right Avward.

## Biografia

### Anni '60 e '70
Negli anni giovanili Paul pratica varie attività sportive, riesce anche a vincere numerosi titoli nel pugilato dilettantistico, e proprio questa attività sarà, in futuro, fonte d'ispirazione di Stray Dog, uno dei suoi libri. La sua attività sportiva lo porta a vincere una borsa di studio presso la Marquette University. Negli anni '60, durante il periodo di arruolamento forzato per il Vietnam, Paul decide di rimanere al di fuori del mondo bellico. Si trasferisce in Spagna, dove poi rimarrà per trent'anni. Arrivato a Madrid inizia il lavoro di giornalista e di editor per alcune riviste, e scrive anche alcune guide. Gli spostamenti per Paul non sono però finiti. Lasciata Madrid si trasferisce infatti nelle campagne spagnole dove scopre l'amore per la caccia, e nel 1975 viaggia in Africa partecipando al Big game hunting.

### Gli anni '90
Nel 1991, Paul si reca in Repubblica Ceca con l'intenzione di svolgere alcune ricerche sull'origine del ramo paterno della propria famiglia. I suoi studi hanno portato alla luce 40.000 documenti occultati relativi all'esistenza di un campo di lavoro inizialmente costruito per gli ebrei, ma in seguito impiegato solo per gli zingari. Il campo, localizzato nelle campagne di Lety era gestito dal Principe Karel VI Schwarzenberg, padre di quel Karel Schwarzenberg che ha ricoperto i ruoli di ministro degli esteri della Repubblica Ceca, e di presidente di turno dell'Unione Europea. Trovatosi di fronte a un occultamento, Polansky decide di interrogare gli abitanti del luogo scoprendo l'esistenza di alcuni sopravvissuti. Dopo questa scoperta, inizia a tenere conferenze in varie eccasioni e luoghi, una di queste al United States Holocaust Memorial Museum.
Queste testimonianze sono raccolte in un libro intitolato Living Thru It Twice. Questa scopertà cambierà radicalmente l'esistenza dello scrittore che da quel momento dedica la propria vita alla causa dei rom e alla ricerca antropologica delle loro origini e tradizioni. In seguito pubblica una serie di volumi in cui raccoglie storie, testimonianze e cultura delle popolazioni gitane nel corso della Seconda guerra mondiale. Il romanzo The Storm, un dettagliato racconto dei crimini commessi in Repubblica Ceca, crea uno scandalo che porta alla requisizione del volume dalle scaffalature librarie. La diatriba sul campo di Lety arriva in tribunale, con la partecipazione dell'avvocato Miloslav Ransdorf, attualmente membro del Parlamento Europeo.

### Gli anni del Kosovo
Nel 1999 viene ingaggiato dalle Nazioni Unite e inviato nel Kosovo come intermediario tra le istituzioni e i gruppi rom perseguitati. Nel 2004 Paul Polansky è insignito del premio Human Rights Award, consegnatogli direttamente da Günter Grass.
Del 2005 il suo film-documentario Gipsy Blood, premiato al Golden Wheel International Film Festival di Skopje.
È stato impegnato nella salvaguardia dei diritti umani a favore dei Rom dell'est Europa.

## Elenco delle opere
- Undefeated, Multimedia Edizioni 2009
- Boxing Poems Volo Press edizioni, 2010
- Poesie, Damocle Edizioni 2011
- La mia vita con gli zingari, Datanews, 2011, ISBN 978-88-7981-325-9
- Il silenzio dei violini, con Roberto Malini, Il Foglio Letterario 2012
- La mano di Dio, con Roberto Nassi, Il Foglio Letterario, maggio 2012
- Cry, Gypsy, poems of Germany's Forced Deportations of Kisovo, Volo Press edizioni, 2012
- Il pianto degli zingari, Volo Press edizioni, 2013
- Homeless in America, Left Curve Publications, 2013, ISBN 978-86-7746-403-5
- Carmine voices, CreateSpace Independent Publishing Platform, 2015, ISBN 978-1-5186-6332-1